# 469 Argentina
A 469 Argentina (ideiglenes jelöléssel 1901 GE) a Naprendszer kisbolygóövében található aszteroida. Luigi Carnera fedezte fel 1901. február 20-án.